# Divizia A (1998/1999)
Divizia A (1998/1999) – 81. sezon najwyższej klasy rozgrywkowej piłki nożnej w Rumunii. W rozgrywkach brało udział 18 zespołów, grając systemem kołowym w 2 rundach. Tytułu nie obroniła drużyna Steaua Bukareszt. Nowym mistrzem Rumunii został zespół Rapid Bukareszt. Tytuł króla strzelców zdobył Ioan Viorel Ganea, który w barwach klubów Gloria Bystrzyca i Rapid Bukareszt strzelił 28 goli.

## Tabela końcowa
| Lp. | Drużyna                       | M  | Z  | R  | P  | Bramki | Bramki | Różn. | Pkt      | Uwagi                                        | Bezpośrednio            |
| --- | ----------------------------- | -- | -- | -- | -- | ------ | ------ | ----- | -------- | -------------------------------------------- | ----------------------- |
| 1   | Rapid Bukareszt (M)           | 34 | 28 | 5  | 1  | 79     | 18     | +61   | 89       | Liga Mistrzów UEFA • II runda kwalifikacyjna |                         |
| 2   | Dinamo Bukareszt              | 34 | 26 | 4  | 4  | 95     | 27     | +68   | 82       | Puchar UEFA • Runda kwalifikacyjna           |                         |
| 3   | Steaua Bukareszt              | 34 | 19 | 9  | 6  | 62     | 33     | +29   | 66       | Puchar UEFA • Runda kwalifikacyjna           |                         |
| 4   | Argeș Pitești                 | 34 | 20 | 4  | 10 | 57     | 37     | +20   | 64\|\|\| |                                              |                         |
| 5   | FCM Bacău                     | 34 | 18 | 8  | 8  | 46     | 35     | +11   | 62       | Puchar Intertoto • I runda                   |                         |
| 6   | Oțelul Gałacz                 | 34 | 17 | 4  | 13 | 47     | 33     | +14   | 55       |                                              | OTE 3-2 PRO PRO 0-1 OTE |
| 7   | Național Bukareszt            | 34 | 18 | 1  | 15 | 61     | 51     | +10   | 55       |                                              | OTE 3-2 PRO PRO 0-1 OTE |
| 8   | Petrolul Ploeszti             | 34 | 16 | 5  | 13 | 50     | 46     | +4    | 53       |                                              |                         |
| 9   | Ceahlăul                      | 34 | 15 | 4  | 15 | 54     | 53     | +1    | 49       | Puchar Intertoto • I runda                   |                         |
| 10  | Astra Ploeszti                | 34 | 13 | 7  | 14 | 40     | 38     | +2    | 46       |                                              |                         |
| 11  | Gloria Bystrzyca              | 34 | 12 | 7  | 15 | 55     | 60     | −5    | 43       |                                              |                         |
| 12  | Farul Konstanca               | 34 | 12 | 4  | 18 | 37     | 54     | −17   | 40       |                                              |                         |
| 13  | CS Universitatea Craiova      | 34 | 11 | 6  | 17 | 43     | 50     | −7    | 39       | CRA 4-2 ONE ONE 3-2 CRA                      |                         |
| 14  | FC Onești                     | 34 | 12 | 3  | 19 | 56     | 67     | −11   | 39       | CRA 4-2 ONE ONE 3-2 CRA                      |                         |
| 15  | CSM Reșița                    | 34 | 8  | 11 | 15 | 34     | 59     | −25   | 35       |                                              |                         |
| 16  | Foresta Suczawa (S)           | 34 | 6  | 6  | 22 | 31     | 61     | −30   | 24       | Spadek do                                    |                         |
| 17  | Universitatea Kluż-Napoka (S) | 34 | 4  | 4  | 26 | 19     | 92     | −73   | 16       | Spadek do                                    |                         |
| 18  | Olimpia Satu Mare (S)         | 34 | 3  | 4  | 27 | 22     | 74     | −52   | 13       | Spadek do                                    |                         |